# Кашира
Каши́ра — город в Московской области России. Образует административно-территориальную единицу (город областного значения с административной территорией) и одноимённое муниципальное образование городской округ Кашира.
Один из старейших (с 1356) городов Московской области, расположен в 93 км к югу от Москвы, пристань на высоком правобережье реки Оки. Железнодорожная станция на Павелецком направлении Московской железной дороги. Является одним из центров Ступино-Каширской агломерации и её вторым по величине городом. Население с учётом присоединённого в ноябре 2015 года города Ожерелье 44 551 чел. (2024).

## Герб города

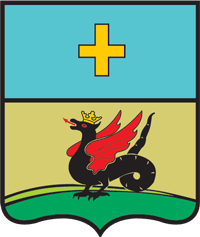
Герб (1778)

Геральдическое описание герба Каширы, утверждённого в 1778, гласит: «Щит, разрезанный надвое горизонтальною чертою: в верхней части щита в лазоревом поле златой крест, а в нижней части в серебряном поле чёрный с червлёными крыльями и увенчанный златым венцом Зилант, представляющий герб Казанский, в напамятование, что сей град при Великом Князе Василии Иоанновиче был дан в удел Абдыл Летифу, снизверженному царю Казанскому; а верхняя часть щита показует, что он и тогда не выходил из под Российской державы».

## Название
По мнению М. Фасмера, название города происходит от тульского диалектного кошира «овечий хлев» (ср. кошара).
По мнению В. Н. Топорова, своим названием Кашира обязана речке Каширке, около впадения которой в Оку на левом, пологом берегу Оки изначально располагался город. Название речки имеет параллели в балтийской гидронимии.
Ещё об одной версии сообщает Э. М. Мурзаев. В летописях XIV века Кашира упоминается как Кошира. Поэтому топоним связывают либо с тюркским «кош» (шалаш, стоянка, молочная ферма, стан), либо с «кешир» (переправа через реку), поскольку именно здесь была удобная и охраняемая переправа через реку Оку

## История

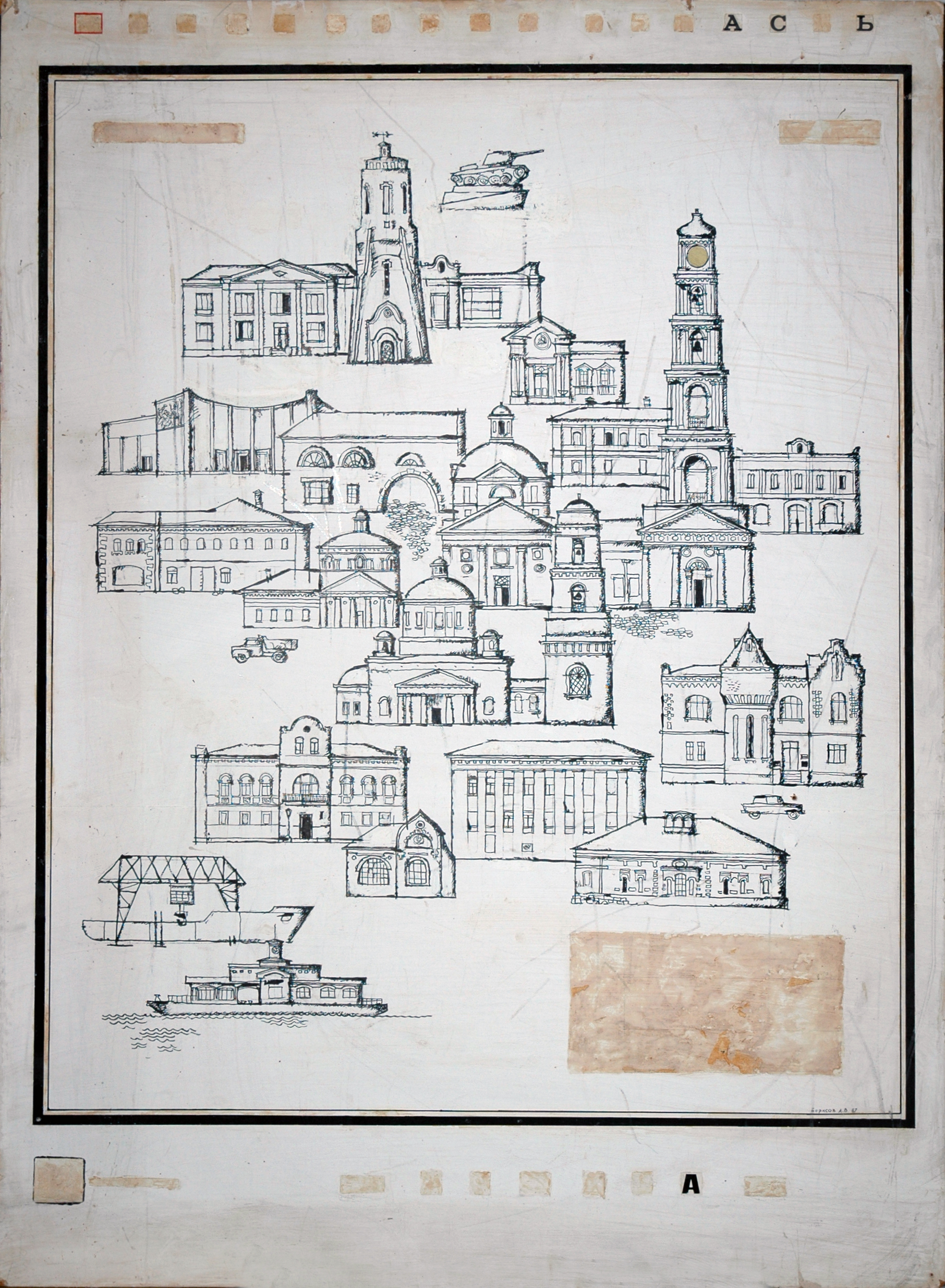
Заготовка плаката «Кашира. Московская область». 1967 год.
Художник: А. В. Борисов

Старая Кашира (до начала XVII века)
Кашира впервые упоминается в 1356 в духовной грамоте сына Ивана Калиты московского князя Ивана II Красного как село, завещанное им своему сыну Дмитрию. А в 1355 году епископ Коломенский Афанасий титуловался также «Каширским».
В 1480 году Кашира уже была городом, который Иван III приказал сжечь, не надеясь защитить его от ожидавшегося набега татарского хана Ахмата. В 1483 году по договору между рязанским и московским князьями Кашира окончательно переходит под власть Москвы.
В 1498 году западнее Каширы был основан Троицкий Белопесоцкий монастырь. В 1497—1526 годах Каширой владели бывшие казанские татарские цари, поддерживающие московского князя.
В 1517 на город был совершён первый набег крымских татар, после чего до конца столетия Кашира пережила более 20 набегов. В 1531 году в Кашире построена крепость (ныне городище Старая Кашира): земляной вал с деревянными укреплениями:58. Наиболее разрушительный набег крымских татар произошёл в 1571 году.
После набегов, эпидемии чумы и военных действий 1607—1611 гг. Кашира запустела (в 1609 году город признал власть Лжедмитрия II). Ныне на месте старого города — сёла Городище и Старая Кашира.
XVII—XVIII века. Уездный период
К 1618 Кашира отстроена вновь — уже на правом берегу реки Оки, где был возведён земляной вал с новым Каширским кремлём, служившей одним из опорных пунктов Большой Засечной черты. В 1618 году было отражено нападение запорожских казаков во главе с гетманом Сагайдачным. Во второй половине XVII века оборонная роль Каширы уступает место торговой.
В 1717 году Кашира становится центром Каширского уезда.

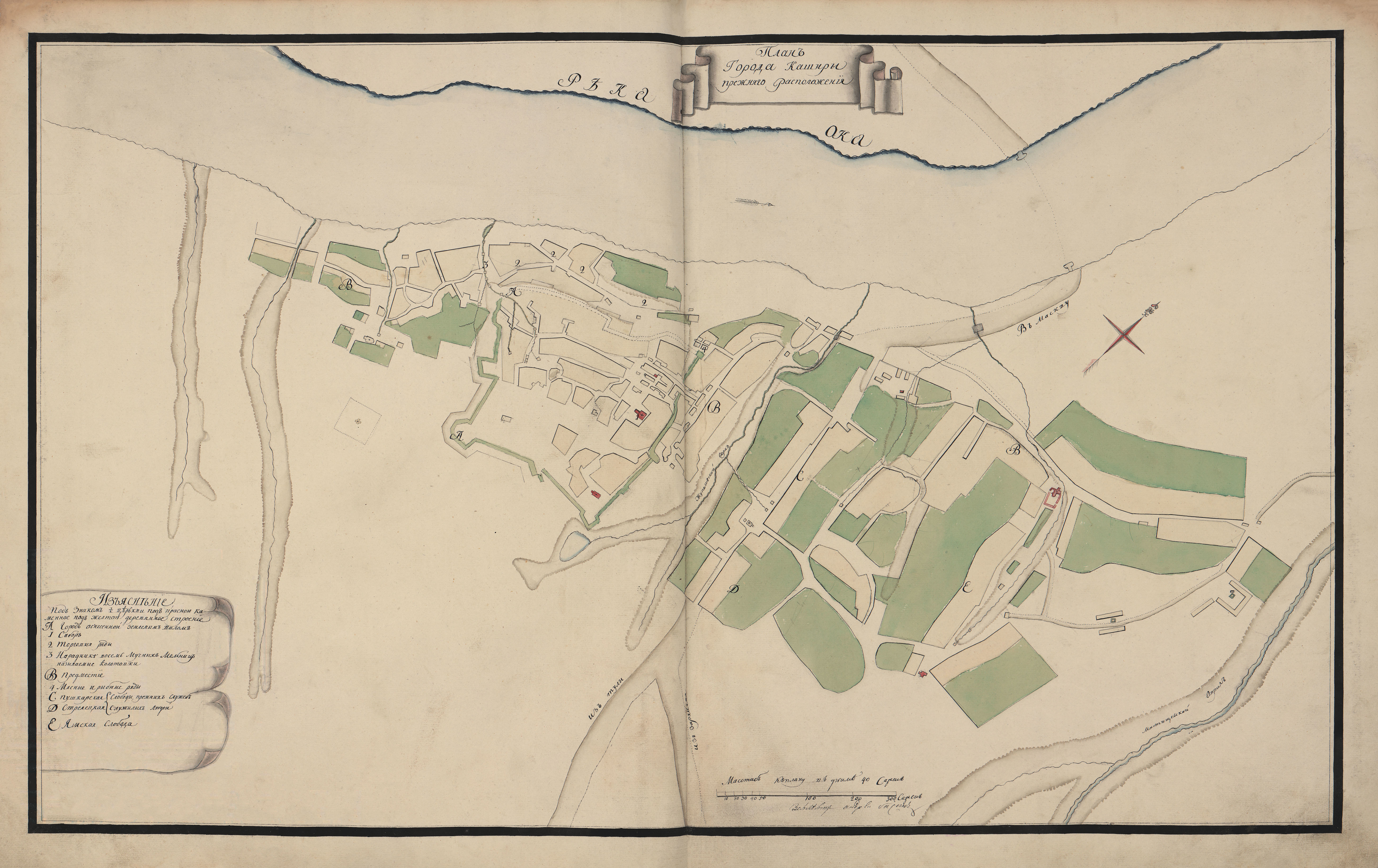
Карта улиц Каширы 1780 года до перепланировки в начале XIX века.

В 1708—1777 входила в состав Московской губернии, c 1777 — уездный город Тульского наместничества, с 1796 — Тульской губернии.
В 1779 Кашира получает регулярный план с прямоугольной сеткой кварталов, при этом главная улица ориентируется на ансамбль Белопесоцкого монастыря, расположенного за Окой. На крутых склонах регулярную планировку осуществить не удалось.
XIX век
В первой половине XIX вв. Кашира являлась важным торговым центром. В городе развернулось каменное и деревянное строительство, строятся церкви и жилые дома в стиле классицизм.
Жители занимаются садоводством и огородничеством, а также мелкокустарным производством.
В 1884 в городе основан Никитский женский монастырь.
С проведением в 1860-х гг. в стороне от Каширы Курской и Рязанской железных дорог торговля в городе сильно сократилась. Развитие города возобновляется только в 1900 году, когда в непосредственной близости строится Павелецкая железная дорога и возводится станция Кашира.

### Начало XX века. После революции
Осенью 1918 года в окрестностях Каширы происходили волнения крестьян, недовольных насильственным изъятием хлеба. В 1919—1922 годах в 5 км от города построена Каширская ГРЭС. В мае 1923 Кашира передана в Московскую губернию.
В 1929 стала центром Каширского района Московской области.
1941 год
Во время Великой Отечественной войны в ноябре 1941 года после обхода немецкими войсками Тулы Кашира оказалась в зоне военных действий. В результате прорыва немцев 24 ноября, к концу следующего дня передовые части 2-й танковой армии группы армий «Центр» появились в 3 км от города около совхоза Зендиково. Город подвергался налётам немецкой авиации. Однако закрепиться им не удалось, и 27—29 ноября под контрударами 1-го кавалерийского корпуса генерала П. А. Белова и 173-й стрелковой дивизии немцы вынуждены были отступить к посёлку Мордвес. В начале декабря 1941 года в результате Тульской наступательной операции немецкие войска были отброшены от Каширы.
Вторая половина XX века
В 1963 году в состав Каширы вошёл город Новокаширск. В результате развития города в 1950—1970-х гг. выделились 4 обособленных района: Старая Кашира (Кашира-1), станция Кашира, Кашира-2 и «микрорайон» Кашира-3 («дедов бугор»).

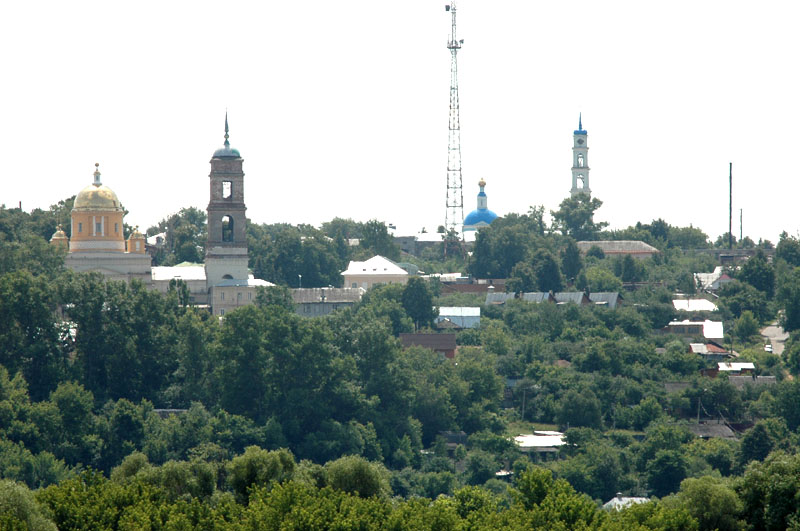
Вид центральной части города с противоположного берега Оки
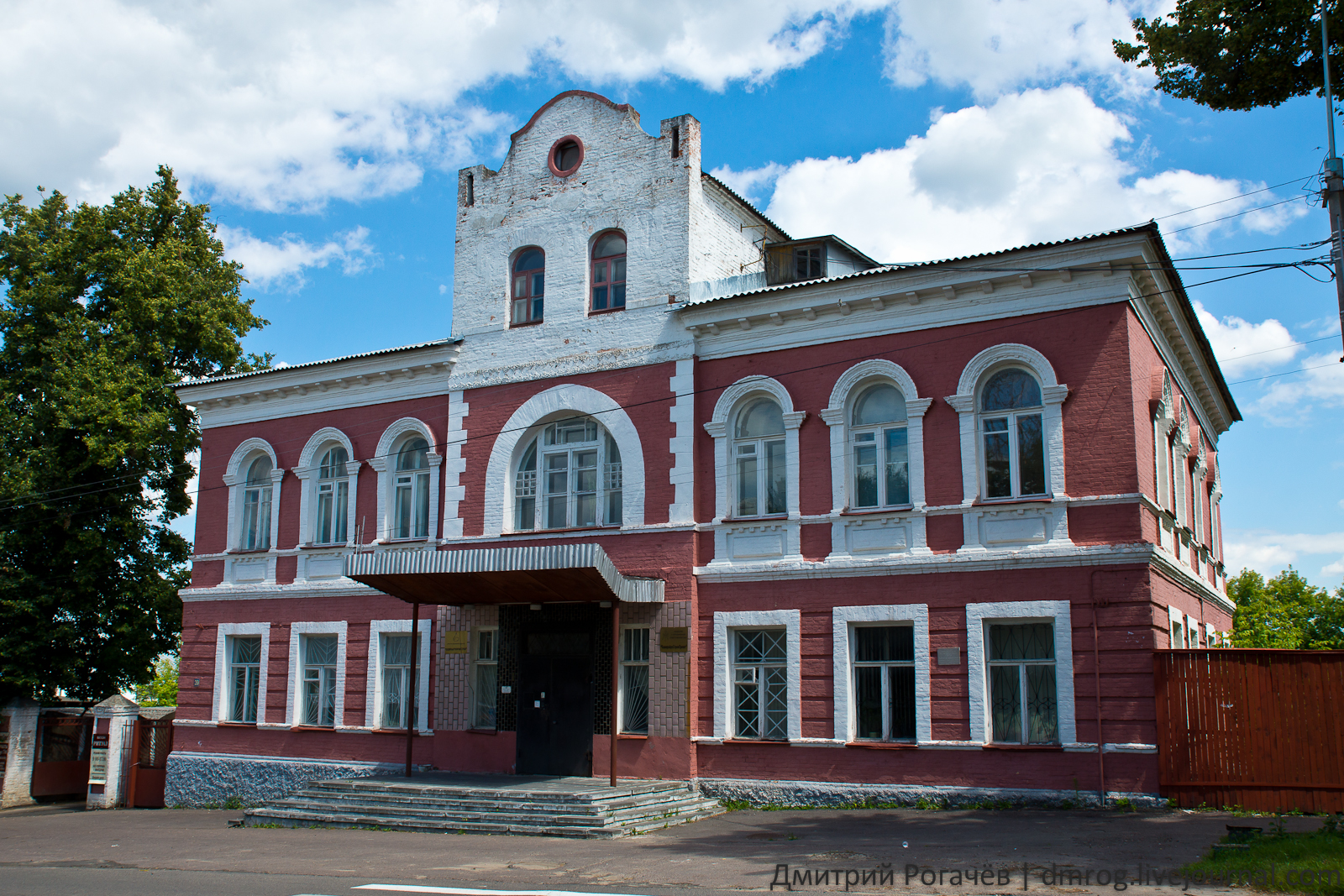
Здание бывшей городской думы
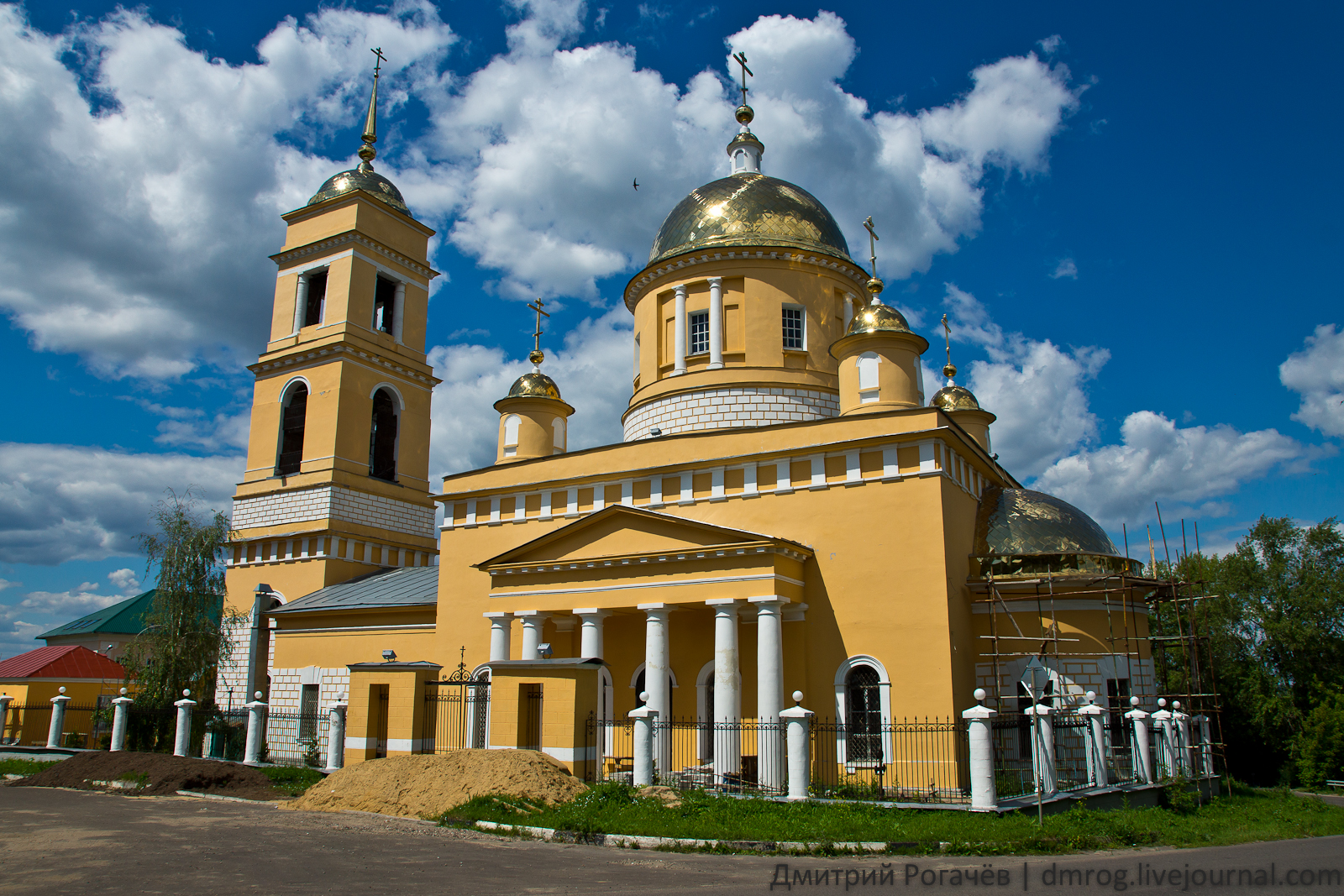
Успенский собор

Современность
30 апреля 2015 года постановлением Московской областной Думы городу присвоено почётное звание «Населённый пункт воинской доблести».

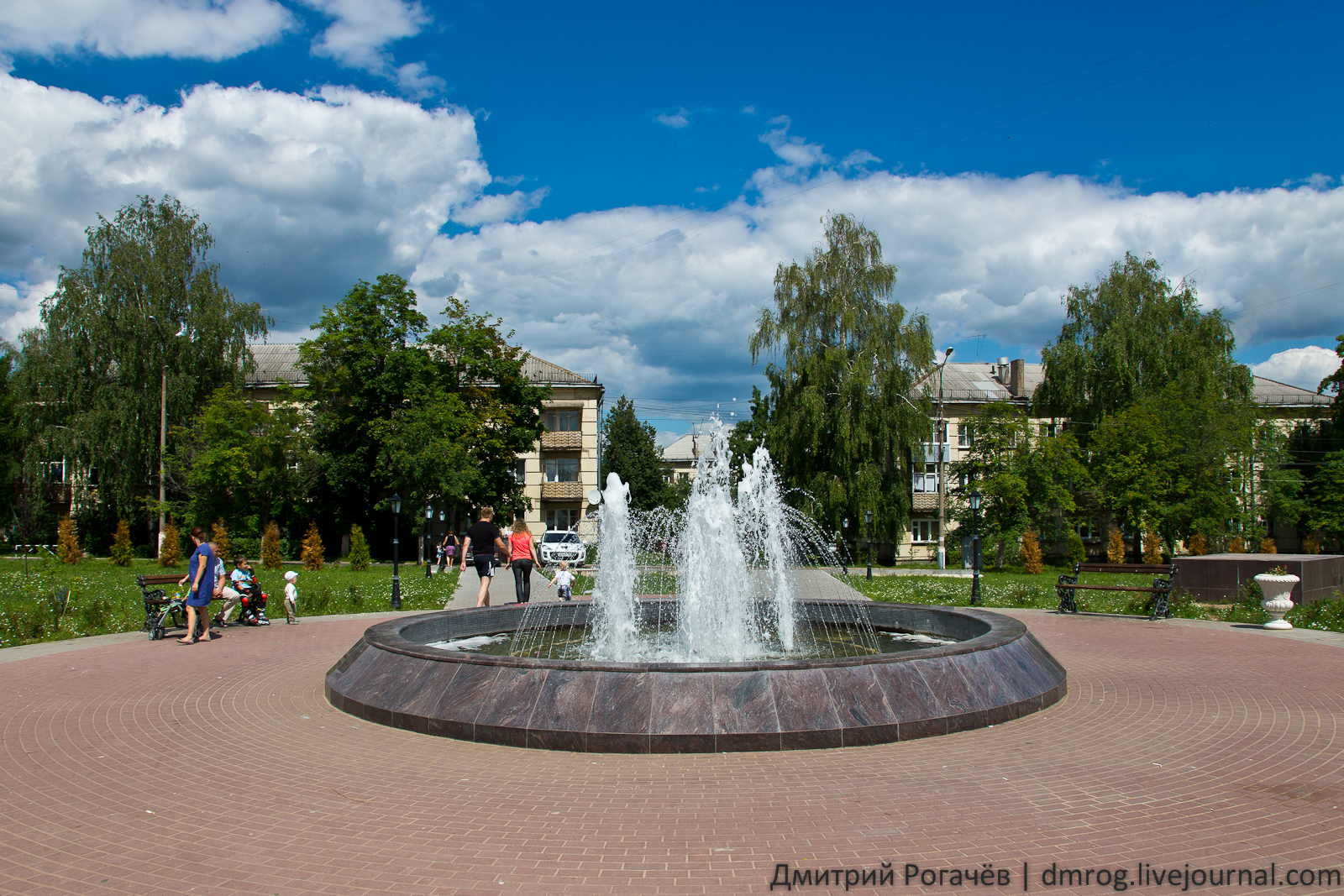
Фонтан на площади в Кашире-2
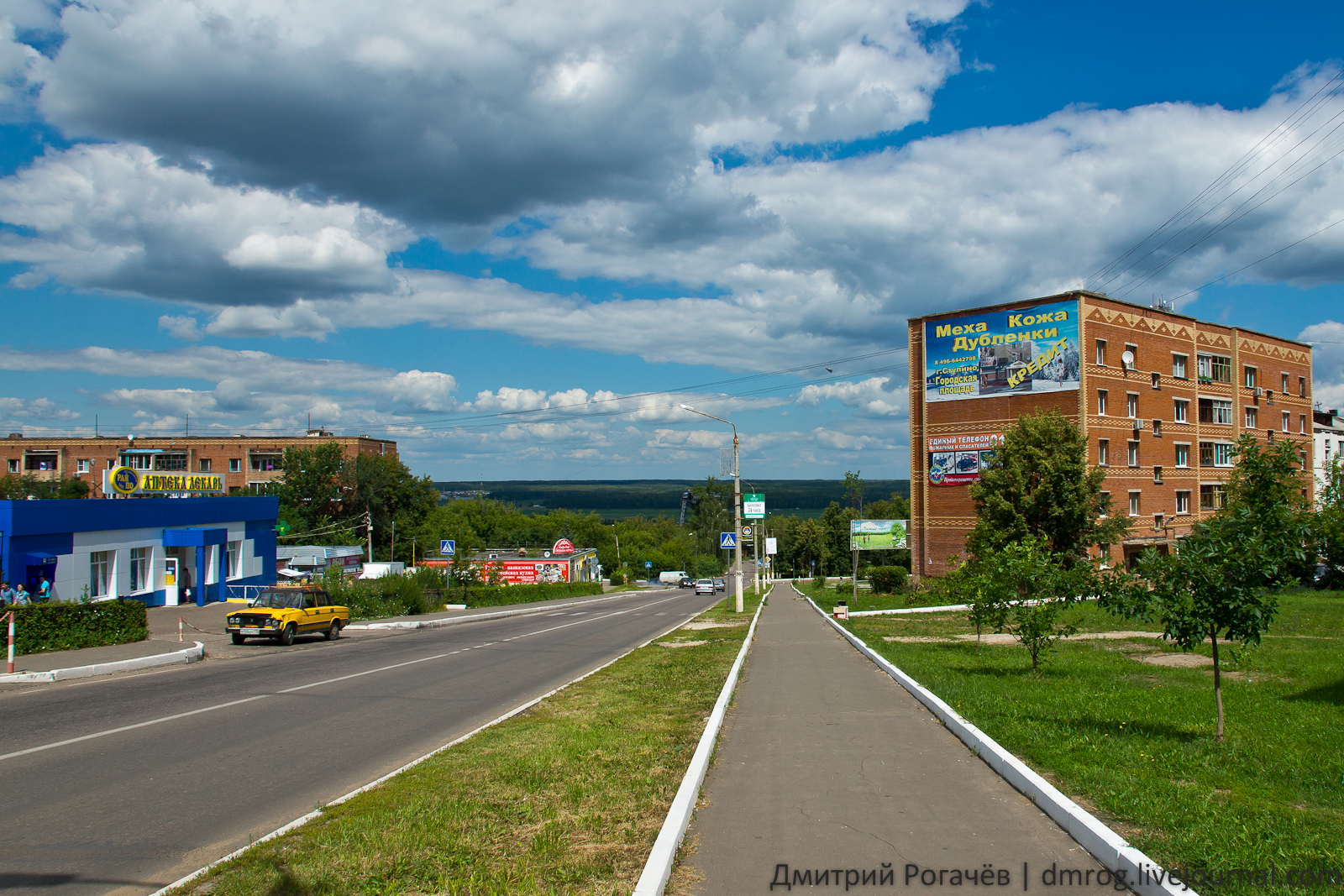
Садовая улица в Кашире-2

7 декабря 2015 года Кашира, до этого момента город районного подчинения, отнесён к городам областного подчинения. Перед этим город Ожерелье был включён в состав Каширы.. Каширский район как муниципальное образование и административно-территориальная единица также упразднён, город стал образовывать городской округ Кашира (создан 11 октября 2015).

## Климат
Согласно климатическому районированию России, Кашира находится в атлантико-континентальной европейской (лесной) области умеренного климатического пояса. Сезонные колебания температуры воздуха значительные: так 31 января 2014 года температура воздуха составила — −30°С, а 15 августа 2014 года — +36°С.
| Показатель                    | Янв.  | Фев.  | Март | Апр. | Май  | Июнь | Июль | Авг. | Сен. | Окт. | Нояб. | Дек. | Год |
| ----------------------------- | ----- | ----- | ---- | ---- | ---- | ---- | ---- | ---- | ---- | ---- | ----- | ---- | --- |
| Средний суточный максимум, °C | −6,6  | −5,2  | 0,6  | 10,5 | 19,3 | 22,1 | 23,8 | 22,4 | 16,2 | 8,4  | 0,7   | −3,5 | 9   |
| Средняя температура, °C       | −9,5  | −9,1  | −3,5 | 5,5  | 13,3 | 16,5 | 18,2 | 16,7 | 11,1 | 4,8  | −1,7  | −6,2 | 4,7 |
| Средний суточный минимум, °C  | −13,3 | −13,2 | −7,4 | 0,9  | 7,1  | 10,8 | 12,7 | 11,5 | 6,7  | 1,6  | −4,2  | −6,2 | 0,3 |
| Норма осадков, мм             | 37    | 30    | 27   | 35   | 47   | 73   | 81   | 66   | 55   | 48   | 49    | 42   | 590 |
| Источник: Climate-data.org    |       |       |      |      |      |      |      |      |      |      |       |      |     |

## Население
| 1825    | 1856    | 1897    | 1901    | 1913    | 1926    | 1931    | 1939    | 1959    | 1967    | 1970    | 1979    | 1989    | 1992    | 1996    |
| ------- | ------- | ------- | ------- | ------- | ------- | ------- | ------- | ------- | ------- | ------- | ------- | ------- | ------- | ------- |
| 2000    | ↗3200   | ↗4000   | ↗5500   | ↗7200   | ↗7500   | ↗8200   | ↗17 419 | ↗22 121 | ↗35 000 | ↗39 456 | ↗43 804 | ↗44 110 | ↗44 200 | ↘42 900 |
| 1998    | 2000    | 2001    | 2002    | 2003    | 2005    | 2006    | 2007    | 2008    | 2009    | 2010    | 2011    | 2012    | 2013    | 2014    |
| ↘42 200 | ↘41 400 | ↘41 000 | ↘40 898 | ↗40 900 | ↘40 100 | ↘39 800 | ↘39 600 | ↘39 500 | ↘39 330 | ↗41 870 | ↗41 900 | ↘41 451 | ↘40 824 | ↘40 213 |
| 2015    | 2016    | 2017    | 2018    | 2019    | 2020    | 2021    | 2023    | 2024    |         |         |         |         |         |         |
| ↘39 929 | ↗49 638 | ↘49 247 | ↘48 656 | ↘48 016 | ↘47 392 | ↘45 922 | ↘45 231 | ↘44 551 |         |         |         |         |         |         |

На 1 января 2025 года по численности населения город находился на 342-м месте из 1124 городов Российской Федерации.
Национальный состав
По итогам переписи населения 2020 года проживали следующие национальности (национальности менее 0,1 % и другое, см. в сноске к строке «Другие»):
| Национальность | Численность, чел. | Доля     |
| -------------- | ----------------- | -------- |
| Русские        | 41 535            | 90,45 %  |
| Таджики        | 751               | 1,64 %   |
| Узбеки         | 316               | 0,69 %   |
| Киргизы        | 253               | 0,55 %   |
| Украинцы       | 172               | 0,37 %   |
| Армяне         | 144               | 0,31 %   |
| Татары         | 138               | 0,30 %   |
| Белорусы       | 74                | 0,16 %   |
| Другие         | 2539              | 5,53 %   |
| Итого          | 45 922            | 100,00 % |

## Достопримечательности

### Архитектурные памятники

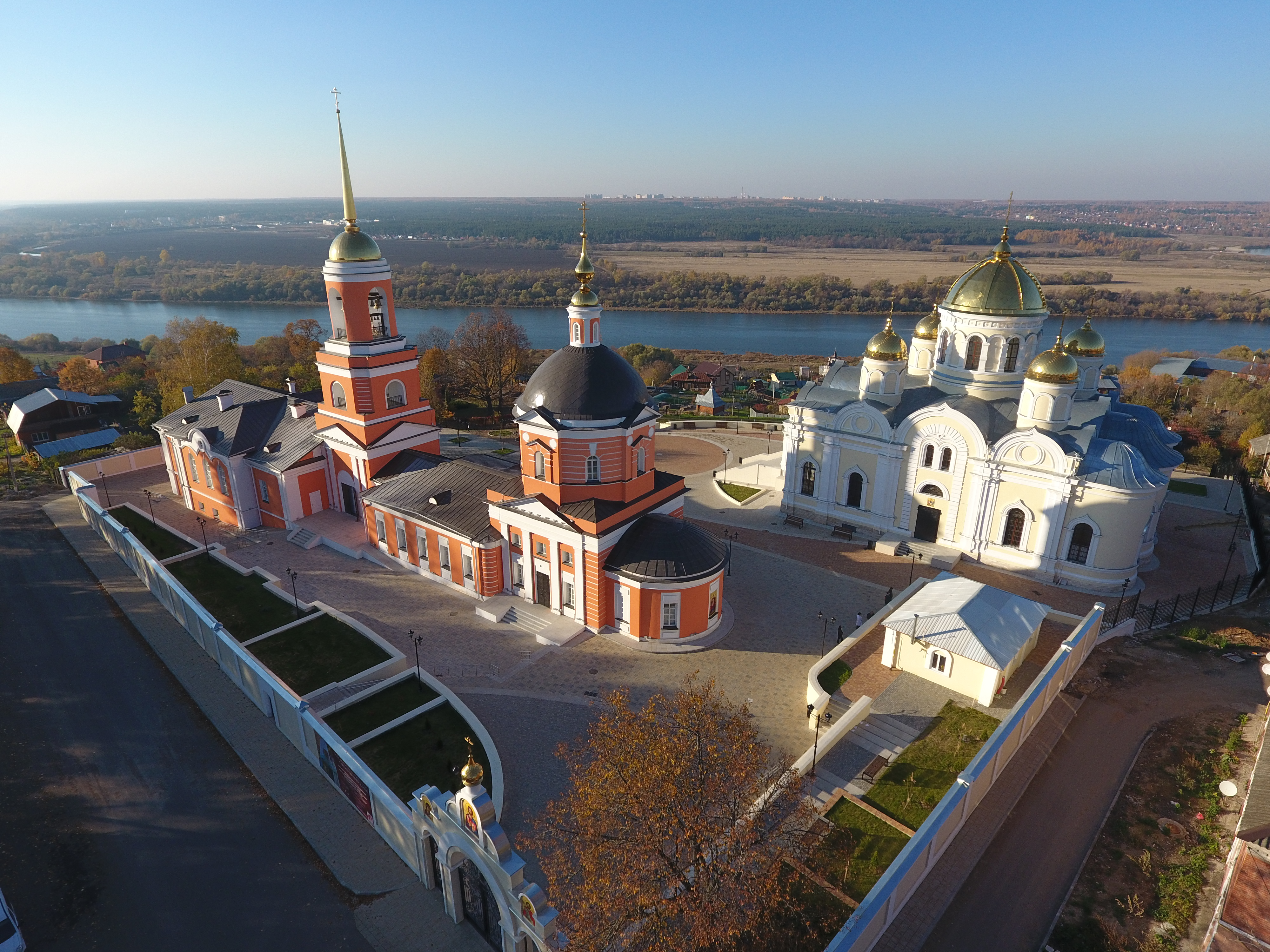
Никитский Монастырь, город Кашира

- Присутственные места (конец XVIII века).
- Церковь Флора и Лавра (1776).
- Церковь Введения во храм Пресвятой Богородицы (1802—1817).
- Церковь Николы Ратного (Троицкая) (1815).
- Церковь Никиты в Никитском монастыре (1823—1855).
- Церковь Вознесения (1826—1842).
- Собор Успения Пресвятой Богородицы (1829—1842).
- Преображенский собор Никитского монастыря (1889—1894, архитектор В. О. Грудзин).
- Городское училище (начало 1910-х), модерн с элементами романского стиля. Сегодня в этом здании находится Каширский краеведческий музей.
- Кинотеатр (1930—1931), конструктивизм, архитектор В.П.Калмыков
- Здание реального училища — трёхэтажное здание первой половины XIX века постройки по улице Советской

В городе сохранилась жилая застройка одно-двухэтажных особняков XIX века в стиле классицизм с элементами псевдо-русского стиля, а также деревянные дома конца XIX — начала XX веков. В бывших Никитской и Рыбной слободах (район Первомайской улицы) сохранилась древнерусская ландшафтная городская планировка.

### Памятник археологии
Старшее Каширское городище — одно из древнейших городищ дьяковской культуры (7 — 4 века до н. э.) с круглыми жилищами-землянками. Находки с этого городище можно увидеть в экспозиции Каширского краеведческого музея.
- На Викискладе есть медиафайлы по теме Старшее Каширское городище

|                              |                  |                         |                    |
| Кинотеатр на Советской улице | Церковь Введения | Купол Успенского собора | Каширское городище |

## Экономика

### Промышленность
Основные предприятия: Каширская ГРЭС, завод чипсов Frito Lay, макаронная фабрика «Байсад», заводы: судостроительный, металлоконструкций (оборудование для электростанций), сельскохозяйственных машин, «Центролит» (алюминиевое и чугунное литьё, механообработка), гидромеханический, мебельный (Каширамебель), хлебный (Каширахлеб), мукомольный (заброшен). Комбинат картонно-бумажных изделий (Гофрон). Производство кирпича, гофротары. ООО «Фрито-Лей Мануфактуринг», компания «Любинка». Компания Kariguz (производство пуховых подушек и одеял). Типография «Моя вывеска» . Тепличный комплекс «Агрокультура Групп».

### Связь

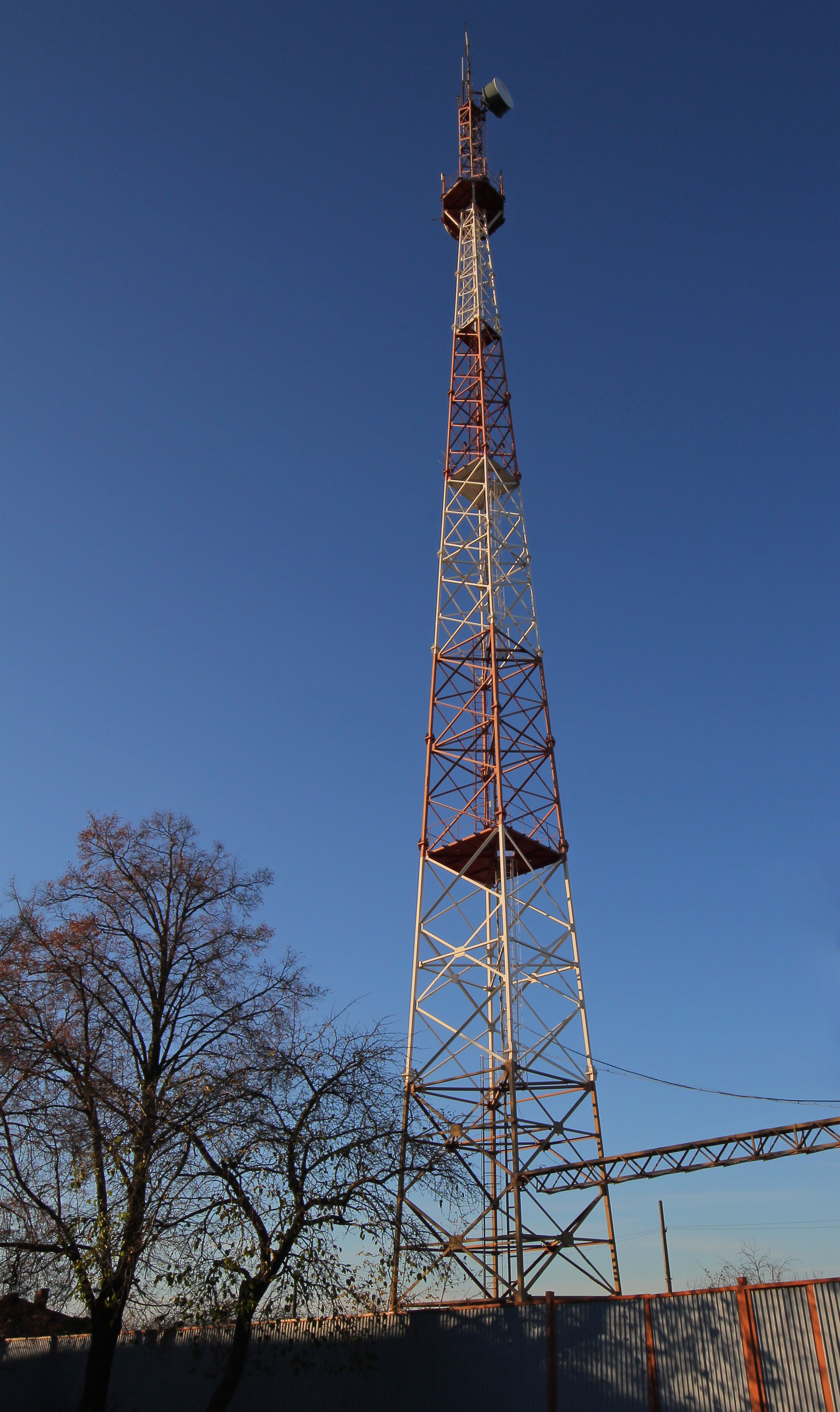
Башня сотовой связи в Кашире

- Услуги фиксированной связи предоставляют «Ростелеком», «Евразия Телеком Ру», «ТВТ Кашира», «Фиорд», «Видное. Net».
- Услуги мобильной телефонной связи предоставляют сотовые операторы: «МТС», «Билайн», «МегаФон», «Скай Линк», «Tele2».

### Транспорт

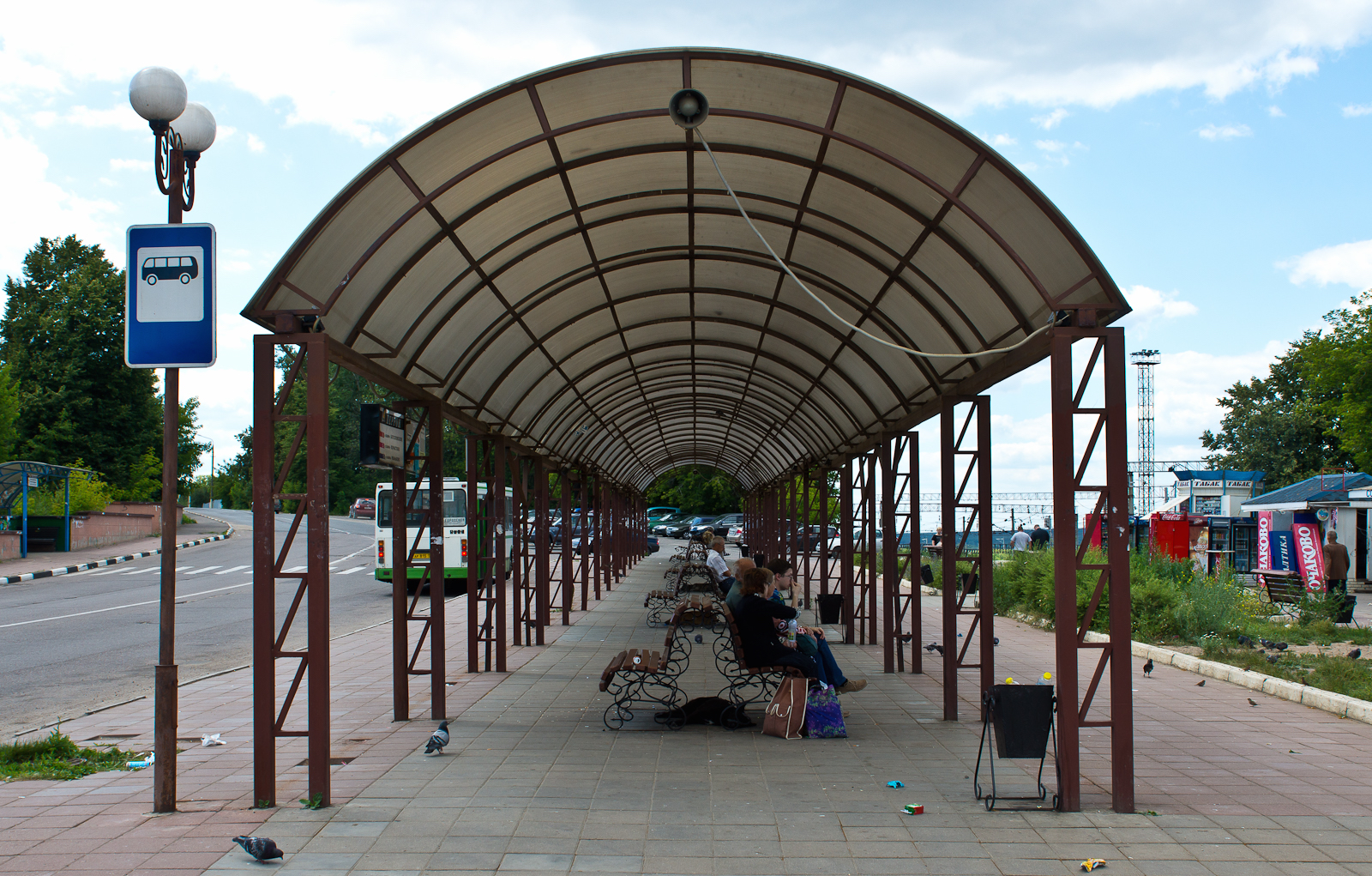
Остановка «Кашира», расположенная около одноимённой железнодорожной станции

Городской транспорт представлен автобусами большой вместимости и маршрутными такси. Работает 3 городских маршрута:
- 1 — ул. Вахрушева — железнодорожный вокзал — Советская ул. — микрорайон № 3 — ул. Вахрушева (кольцевой через станцию Кашира);
- 3 — ул. Вахрушева — микрорайон № 3 — Советская ул. — железнодорожный вокзал — ул. Вахрушева (кольцевой через микрорайон);
- 4 — ул. Вахрушева —Центролит (завод) — Жилгородок;
- 3к — ул. Вахрушева — микрорайон № 3 — магазин «Свирь» (ул. Ленина) — микрорайон № 3 — ул. Вахрушева;
- 31 — Кашира (ул. Вахрушева) — Ожерелье.

Также имеется пригородное и междугородное автобусное сообщение:
- 22 — Кашира(ж/д вокзал) — Кокино (через Баню);
- 23 — Кашира(ж/д вокзал) — Корыстово;
- 24 — Кашира(ж/д вокзал) — Кокино;
- 25 — Кашира(ж/д вокзал) — Тарасково;
- 26 — Кашира(ж/д вокзал) — Лёдово;
- 27 — Кашира(ж/д вокзал) — Руново;
- 28 — Кашира(ж/д вокзал) — Труфаново;
- 29 — Кашира(ж/д вокзал) — Маслово — Растовцы;
- 30 — Кашира(ж/д вокзал) — Большое Ильинское;
- 32 — Кашира(ж/д вокзал) — Барабаново;
- 33 — Кашира(ж/д вокзал) — Серебряные Пруды;
- 34 — Кашира(ж/д вокзал) — Злобино
- 36 — Озёры — Кашира (ж/д вокзал);
- 38 — Кашира (ж/д вокзал) — Завалье;
- 43 — Кашира (кинотеатр «Родина») — Ступино;
- 57 — Кашира (кинотеатр «Родина») — Ступино (через Колтово);
- 128 — Кашира (ж/д вокзал) — Иваньково;
- 135 — Кашира (ж/д вокзал) — Богословское — Иваньково;
- 381 — Кашира (ул. Вахрушева) — Москва (метро Домодедовская)

## Военные объекты
- В черте города расположен 462-й отдельный мостовой батальон в/ч 36194 — Кашира.[37]

## Образование и культура
- две музыкальные школы
- филиал Международной академии предпринимательства
- филиал Российского государственного университета им. Екатерины Великой
- филиал Современной гуманитарной академии
- два образовательных центра по изучению иностранных языков: «Кредо» и «Эдванс»
- литературное объединение «Зодиак»
- краеведческий музей (экспозиция рассказывает об истории Каширского края с древнейших времен и до наших дней. Организуются экскурсии как по экспозициям музея, так и по городу)
- четыре стадиона
- дворец спорта «Юбилейный»
- Спортклуб «Кашира»
- Каширский молодёжный центр
- Детско-юношеский центр
- Детский эколого-биологический центр и его филиал.
- Колледж «Московия»
- 26 средних общеобразовательных школ
- бассейн Олимп

## Здравоохранение
- Взрослая поликлиника № 1 Каширской центральной районной больницы (г. Кашира, улица Белова, дом 1)
- Взрослая поликлиника № 2 Каширской центральной районной больницы (г. Кашира, улица Южная, дом 3)
- Женская консультация (г. Кашира, ул. Советский проспект, д.9)
- Детское поликлиническое отделение № 1 (Каширская ЦРБ) (г. Кашира, ул. Металлургов, д. 9)
- Детское поликлиническое отделение № 2 (Каширская ЦРБ) (г. Кашира, улица Южная, дом 5)
- Стоматологическая поликлиника № 1 (г. Кашира, ул. Свободы, д. 3)
- Стоматологическая поликлиника № 2 (г. Кашира, пер. Молодёжный, д. 1)
- Богатищевская амбулатория (Каширский район, п. Богатищево, ул. Новая, д. 13)
- Зендиковская амбулатория (Каширский район, п. Зендиково, ул. Октябрьская, д. 11)
- Ледовская амбулатория (Каширский район, п. Ледово, ул. Ледовская, д. 27)
- Тарасковская амбулатория (Каширский район, п. Тарасково, ул. Комсомольская, д. 24)
- Кокинский фельдшерско-акушерский пункт (Каширский район, д. Кокино, ул. Садовая, д. 33 «a»)
- Руновский фельдшерско-акушерский пункт (Каширский район, п. Руново, ул. Садовая, д. 36)
- Топкановский фельдшерско-акушерский пункт (Каширский район, д. Топканово, ул. Новая, д. 16)
- Каменский фельдшерско-акушерский пункт (Каширский район, д. Каменка, ул. Парковая, д. 33)
- Масловский фельдшерско-акушерский пункт (Каширский район, п. Маслово, ул. Центральная, д. 1)
- Барабановский фельдшерско-акушерский пункт (Каширский район, п. Барабаново, ул. Центральная, д. 20)
- Никулинский фельдшерско-акушерский пункт (Каширский район, п. Никулино, ул. Новая, д. 11)
- Домненский фельдшерско-акушерский пункт (Каширский район, д. Домненки, ул. Центральная, д. 30)
- Новоселковский фельдшерско-акушерский пункт (Каширский район, д. Новоселки, ул. Центральная, д. 31)
- Корыстовский фельдшерско-акушерский пункт (Каширский район, п. Корыстово, ул. Центральная, д. 38)
- В составе ЦРБ входят стационарные отделения общей мощностью 405 коек:
- Частное учреждение здравоохранения «Поликлиника „РЖД-Медицина“ микрорайона Ожерелье города Кашира» (г.о. Кашира, ул. Больничная (мкр. Ожерелье), дом. 1А)
- Пункт выдачи полисов ОМС единого образца (г. Кашира, улица Советская, д. 1)

## СМИ

### Радиостанции
- 68,54 УКВ — (Молчит) Радио России / Радио 1 / Радио Каширы 100 Вт
- 89,8 МГц — Радио Монте-Карло 100 Вт
- 91,4 МГц — DFM 30 Вт
- 102,8 МГц — Радио Дача / Радио 1 — (ПЛАН) Радио Дача 100 Вт
- 103,2 МГц — Маруся FM 1 кВт
- 106,8 МГц — Русское радио — Кашира 100 Вт

Также в городе принимаются следующие радиостанции УКВ-диапазона:
| Из Озёр (РТС): - 90,4 МГц — Радио Родных Дорог / Радио 1 30 Вт (Протасово) - 101,1 МГц — Русское радио / Радио 1 100 Вт - 101,6 МГц — (Молчит) Радио России / Радио 1 100 Вт Из Ожерелья (РРС): - 88,9 МГц — Юмор FM 500 Вт - 89,3 МГц — Дорожное радио 250 Вт - 91,8 МГц — Новое радио 250 Вт - 94,9 МГц — Радио Родных Дорог / Радио 1 10 Вт Из Ступино: - 88.0 МГц — Наше радио 10 Вт - 91,0 МГц — Европа Плюс 100 Вт - 92,6 МГц — Comedy Radio 10 Вт - 96,2 МГц — Радио Шансон 100 Вт - 96,6 МГц — Ретро FM 100 Вт - 100,3 МГц — Радио России / Радио Подмосковья / Маленький город 100 Вт - 104,5 МГц — Радио ENERGY 100 Вт - 105,1 МГц — Love Radio (/Транспортная, 13/ 10 Вт) - 107,6 МГц — Авторадио (/Транспортная, 13/ 250 Вт) | Из Коломны: - 102,3 МГц — Радио Благо (Большое Карасёво 1 кВт, 70 м) - 104.8 МГц — Юмор FM (Радужный 1 кВт) - 106,0 МГц — Авторадио (Радужный 1 кВт) Из Луховиц - 103,9 МГц — DFM 1 кВт Из Серпухова - 88,5 МГц — Радио Дача 100 Вт - 90,1 МГц — Юмор FM 500 Вт - 90,5 МГц — Радио ENERGY 300 Вт - 99,0 МГц — Comedy Radio 100 Вт - 99,4 МГц — Радио Русский Хит 100 Вт - 107,2 МГц — Милицейская волна / Ока-FM 500 Вт Из Тулы: - 104,4 МГц — Авторадио 5 кВт - 105,8 МГц — Love Radio 4 кВт |

### Телевидение в Кашире
| Частотный канал | Телекомпания                                                                                             |
| --------------- | --- |
| 24              | Второй мультиплекс цифрового телевидения России DVB-T2, MPEG-4. Кодирование отсутствует. /Москва 10 кВт/ |
| 25              | 360° Новости /Москва 10 кВт/                                                                             |
| 29              | Disney /Москва 10 кВт/                                                                                   |
| 30              | Первый мультиплекс цифрового телевидения России DVB-T2, MPEG-4. Кодирование отсутствует. /Москва 10 кВт/ |
| 39              | 360° + ТВ Комсет /Ступино 1 кВт/                                                                         |
| 58              | Второй мультиплекс цифрового телевидения России DVB-T2, MPEG-4. Кодирование отсутствует. /Зарайск 5 кВт/ |
| 59              | Первый мультиплекс цифрового телевидения России DVB-T2, MPEG-4. Кодирование отсутствует. /Зарайск 5 кВт/ |
| 60              | Супер /Москва 5 кВт/                                                                                     |

В Кашире-2 работает сеть кабельного телевидения, обслуживаемая МУП «Контакт». Ретранслируется 32 канала:

| - Первый канал - Россия 1 - ТВ Центр - НТВ - Пятый канал - Россия К - РЕН ТВ - СТС - ТНТ - Домашний - Звезда | - Че - ТВ-3 - 360°/Кашира - Россия 24 - National Geographic - Моя планета - 24 Техно - Zоопарк - Матч ТВ - Матч! Наш Спорт | - Дом кино - TV XXI - Союз - Муз-ТВ - RU.TV - Music Box - Юмор ТВ - Канал Disney - Карусель - Детский |